# Giovanni Battista Monteggia

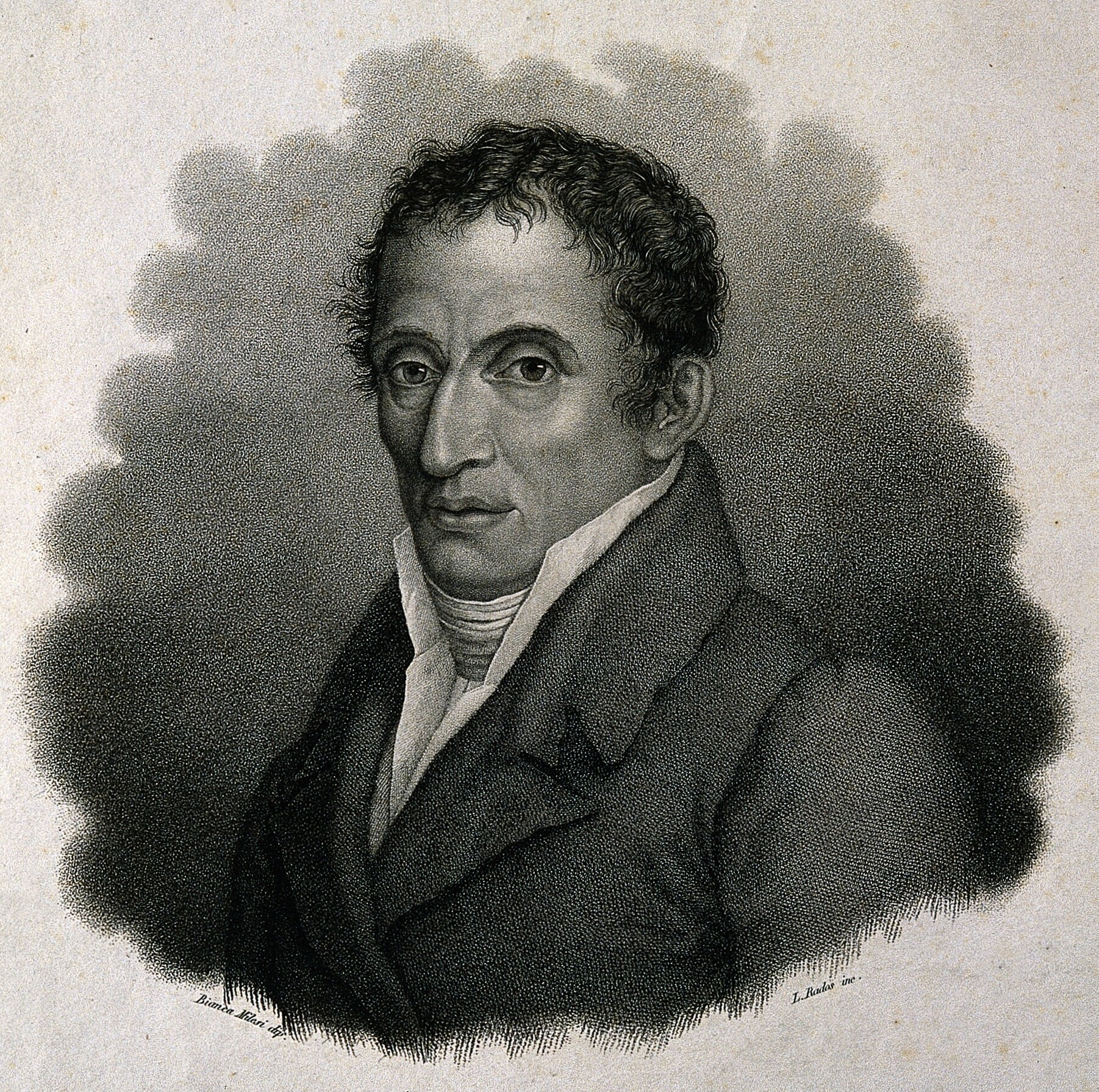
Giovanni Battista Monteggia

Giovanni Battista Monteggia (8 augustus 1762 – 17 januari 1815) was een Italiaanse chirurg. De monteggiafractuur is naar hem vernoemd.
Op zijn 17e werd hij leerling chirurgie in Milaan. In 1795 werd Monteggia professor in de anatomie en churgie.